# Notiphila deonieri
Notiphila deonieri är en tvåvingeart som beskrevs av Wayne N. Mathis 1979. Notiphila deonieri ingår i släktet Notiphila och familjen vattenflugor.
Artens utbredningsområde är Iowa. Inga underarter finns listade i Catalogue of Life.